# Jüdischer Friedhof (Solms)

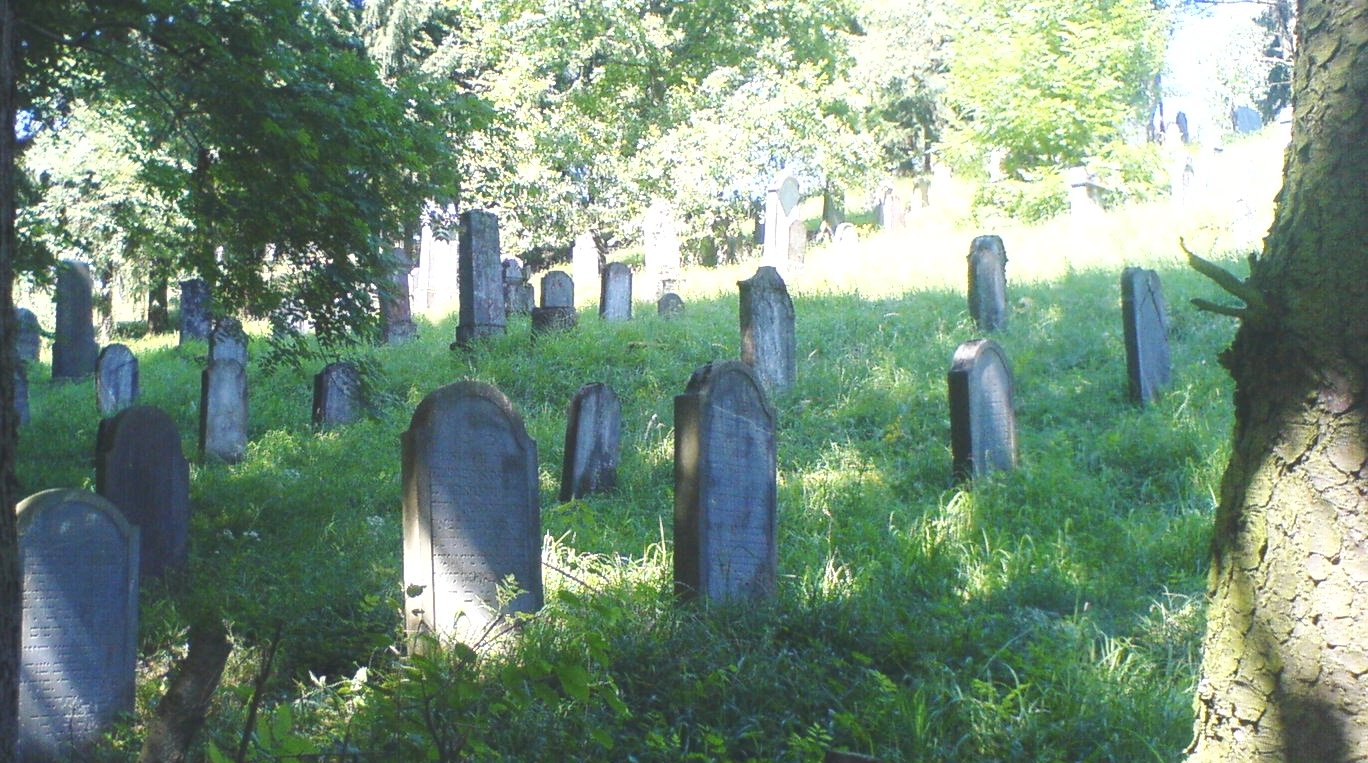
Jüdischer Friedhof in Burgsolms (2007)

Der Jüdische Friedhof Solms ist ein Friedhof im Ortsteil Burgsolms der Stadt Solms im Lahn-Dill-Kreis in Hessen.
Der 6218 m² große jüdische Friedhof liegt unmittelbar südlich der Beethovenstraße. Der älteste Grabstein ist von 1695, der jüngste von 1939. Erhalten sind 174 Grabsteine.

## Geschichte
Der jüdische Friedhof in Burgsolms diente wohl schon im 17. Jahrhundert für die jüdischen Gemeinden bzw. Filialgemeinden Braunfels, Burgsolms, Niederbiel, Oberndorf, Tiefenbach, Nauborn, Griedelbach, Kröffelbach, Kraftsolms und Bonbaden als zentrale Begräbnisstätte.